# BM-21 MT 4x4
BM-21 MT 4x4 je český salvový raketomet ráže 122 mm. Jedná se o modernizaci sovětského raketometu BM-21 Grad. 

## Vývoj
Prototyp byl postaven v roce 2016, veřejnost se o raketometu dozvěděla v roce o rok později. Primárním cílem upgradu bylo zefektivnění vedení palby, její přesnosti, zkrácení doby k zahájení palby a dob pro zaujetí a opuštění palebného postavení.
Původní podvozek od firmy Ural byl nahrazen českým podvozkem společnosti Tatra T-815-7. 
K palbě raketomet používá rakety HE-FRAG o hmotnosti 66,35 kg, s nimiž lze dosáhnout dostřelu 20,3 km. Systém disponuje 40 odpalovacími trubicemi s ráží 122 mm. Jedna salva raket je schopná pokrýt plochu o velikosti 70 000 m². Všech 40 raket lze odpálit do 20 sekund. Opětovné nabití celkem trvá zhruba 7 minut. K dispozici je spousta druhů raket, mj. zápalné nebo kouřové.
Standardní baterie by se podle Excalibur Army měla skládat z 6 raketometů, 6 přidružených vozidel se zásobou raket, 1 velitelské, 1 průzkumné a 1 logistické vozidlo. 